# Reinhard Dorn (Architekt)
Reinhard Dorn (* 21. Juni 1934; † 28. Juni 1982 in Nürnberg) war ein deutscher Architekt, Fachbuchautor und Hochschuldozent. Er war Sohn des Geologen Paul Dorn.

## Leben
Dorn war von 1971 bis 1980 Leiter des Stadtkirchenbauamtes des evangelisch-lutherischen Stadtkirchenverbandes Braunschweig, bevor er eine Professur an der Fachhochschule Nürnberg, der heutigen Technischen Hochschule Nürnberg Georg Simon Ohm antrat. 1982 war er Dekan der dortigen Fakultät für Architektur. Der von ihm entworfene „Eingangsbau und die Vorplatzgestaltung des Hauptfriedhofes“ wurde am 6. Dezember 1982 mit dem Peter-Joseph-Krahe-Preis der Stadt Braunschweig ausgezeichnet.
Neben eigenen Fachbüchern zur Architekturgeschichte verfasste er auch mehrere Rezensionen in Architekturzeitschriften wie beispielsweise 1981 zu Fritz von Osterhausens Werk Georg Christoph Sturm – Leben und Werk des Braunschweiger Hofbaumeisters in der Zeitschrift für Kunstgeschichte.

## Schriften (Auswahl)
- Die Villa Salve Hospes in Braunschweig (= Große Baudenkmäler. Heft 235.) Deutscher Kunstverlag, München/Berlin 1969.
- Peter Joseph Krahe:
  - Band 1: Studienjahre in Düsseldorf und Rom 1778–1786. Klinkhardt & Biermann, Braunschweig 1969.
  - Band 2: Bauten und Projekte in Düsseldorf, Koblenz, Hannover und Braunschweig 1787–1806. Klinkhardt & Biermann, Braunschweig 1971.
  - Band 3: Bauten und Projekte im Königreich Westfalen und im Herzogtum Braunschweig 1808–1837. Bearbeitet von Elisabeth Spitzbart. Deutscher Kunstverlag, München/Berlin 1999, ISBN 3-422-06189-4.
- St. Andreas in Braunschweig (= Große Baudenkmäler. Heft 277.) Deutscher Kunstverlag, München 1974, OCLC 636622946
- Mittelalterliche Kirchen in Braunschweig. Niemeyer, Hameln 1978, ISBN 3-8271-9043-6.